# HD 58439
HD 58439，又名BD-18 1825，SAO 152837、HR 2831，是一颗恒星，视星等为6.24，位于銀經233.58，銀緯-1.51，其B1900.0坐标为赤經7h 20m 26.4s，赤緯-18° -1.51′ 57″。